# Атлантида (Фаља)
Атлантида је сценска кантата шпанског композитора Мануела де Фаље. Компонована је на текст епске поеме L'Atlántida коју је на каталонском језику написао Хасинт Вердаугер. Ово књижевно дело је опседало Фаљу још од детињства и у њему су се одражавала сва његова филозофска, религијска и хуманистичка интересовања. То је велика кантата за солисте, хор и оркестар.

## Историјат компоновања и извођења
Атлантида је дело којем је Мануел де Фаља посветио последњих двадесет година живота. Првобитно је било планирано да дело изведе хорско друштво Orfeó Català из Барселоне на Универзалној изложби у Барселони или на Ибероамеричкој изложби у Севиљи које су се одржавале 1929. године. Међути, прилика је пропуштена и Фаља је наставио да ради на делу. У децембру 1930. године отпутовао је у Кадиз и том приликом, инспирисан радом на Атлантиди, посетио острво Islote de Sancti Petri, место на ком би наводно требало да се налазе рушевине Херкуловог храма.
Мануел де Фаља је умро у Аргентини 1946. године, оставивиши Атлантиду недовршеном. Задатак да је заврши добио је његов ученик Ернесто Халфтер. Прва верзија, скраћена, изведена је 24. новембра 1961. у Театру Лицеј у Барселони. У улози Краљице Изабеле наступила је Викторија де лос Анхелес, а извођењем је дириговао Едуард Толдра. Комплетна верзија доживела је светску премијеру 18. јуна наредне године у миланској Скали. Ово дело, које је прешло пут од сценске кантате до опере, данас се ретко изводи. Према статистичким подацима Operabase Архивирано на веб-сајту  (14. мај 2017), не налази се међу операма приказаним у периоду 2005-2010.

## Радња и ликови
Радња Атлантиде се одвија на два места и у два периода. С једне стране, на митском острву Атлантида у Средоземном мору; с друге стране, у Шпанији у доба Кристифора Колумба и Изабеле Кастиљске (1492). Постоје три главне певачке улоге: наратор Корифеј (баритон), старац који Колумбу говори о потонућу Атлантиде, Краљица Пирена (мецосопран) и Краљица Изабела (сопран), и неколико мањих улога као што су троглави Гериони (тенори).

## Снимци
- Едмон Коломер (диригент), Марија Бајо (Краљица Изабела), Симон Естес (наратор или Корифеј), Тереса Берганза (Пирена), хорови и Омладински национални оркестар Шпаније. Студио: Auvidis, бр. каталога V4685